# Crosslauf-Weltmeisterschaften 1988
Die 16. Crosslauf-Weltmeisterschaften der IAAF fanden am 26. März 1988 auf dem Ellerslie Racecourse in Auckland (Neuseeland) statt.
Die Männer starteten über eine Strecke von 12 km, die Frauen über 5,962 km und die Junioren über 8,031 km.

## Ergebnisse

### Männer

#### Einzelwertung
| Platz | Athlet           | Land | Zeit (min) |
| ----- | ---------------- | ---- | ---------- |
| 1     | John Ngugi       | KEN  | 34:32      |
| 2     | Paul Kipkoech    | KEN  | 34:54      |
| 3     | Kipsubai Koskei  | KEN  | 35:07      |
| 4     | Boniface Merande | KEN  | 35:22      |
| 5     | Abebe Mekonnen   | ETH  | 35:25      |
| 6     | Moses Tanui      | KEN  | 35:25      |
| 7     | Joseph Kiptum    | KEN  | 35:46      |
| 8     | Kiprotich Rono   | KEN  | 35:46      |

Von 204 gestarteten Athleten erreichten 199 das Ziel.
Teilnehmer aus deutschsprachigen Ländern:
- 82: Konrad Dobler (FRG), 37:23
- 89: Ralf Salzmann (FRG), 37:30
- 96: Robert Schneider (FRG), 37:36
- 118: Marius Hasler (SUI), 38:04
- 122: Eberhard Weyel (FRG), 38:06
- 145: Axel Hardy (FRG), 38:45
- 152: Arnold Mächler (SUI), 39:05
- 158: Engelbert Franz (FRG), 39:16

#### Teamwertung
| Platz | Land und Athleten                                                                                 | Gesamtpunktzahl und Einzelplatzierung |
| ----- | ------------------------------------------------------------------------------------------------- | ------------------------------------- |
| 1     | Kenia John Ngugi Paul Kipkoech Kipsubai Koskei Boniface Merande Moses Tanui Joseph Kiptum         | 023 01 02 03 04 06 07                 |
| 2     | Äthiopien Abebe Mekonnen Haji Bulbula Habte Negash Debebe Demisse Melese Feissa Chala Kelele      | 103 05 10 12 20 23 33                 |
| 3     | Frankreich Paul Arpin Steve Tunstall Jean-Louis Prianon Joël Lucas Cyrille Laventure Bruno Levant | 134 11 14 17 25 30 37                 |

Insgesamt wurden 22 Teams gewertet. Die bundesdeutsche Mannschaft belegte mit 692 Punkten den 15. Platz.

### Frauen

#### Einzelwertung
| Platz | Athletin           | Land | Zeit (min) |
| ----- | ------------------ | ---- | ---------- |
| 1     | Ingrid Kristiansen | NOR  | 19:04      |
| 2     | Angela Tooby       | GBR  | 19:23      |
| 3     | Annette Sergent    | FRA  | 19:29      |
| 4     | Lynn Jennings      | USA  | 19:38      |
| 5     | Albertina Machado  | POR  | 19:38      |
| 6     | Jelena Romanowa    | URS  | 19:41      |
| 7     | Regina Čistiakova  | URS  | 19:41      |
| 8     | Liève Slegers      | BEL  | 19:44      |

Von 141 gestarteten Athletinnen erreichten 139 das Ziel.
Teilnehmerinnen aus deutschsprachigen Ländern:
- 38: Kerstin Preßler (FRG), 20:16
- 46: Martine Oppliger (SUI), 20:24
- 51: Isabella Moretti (SUI), 20:26
- 52: Antje Winkelmann (FRG), 20:26
- 90: Genoveva Eichenmann (SUI), 21:10
- 94: Gabriela Wolf (FRG), 21:17
- 98: Anni Müller (AUT), 21:23
- 106: Daria Nauer (SUI), 21:36
- 109: Sabine Knetsch (FRG), 21:44
- 124: Maria Ritter (LIE), 22:59

#### Teamwertung
| Platz | Land und Athletinnen                                                                  | Gesamtpunktzahl und Einzelplatzierung |
| ----- | ------------------------------------------------------------------------------------- | ------------------------------------- |
| 1     | Sowjetunion Jelena Romanowa Regina Tschistjakowa Marina Rodtschenkowa Olga Bondarenko | 51 06 07 18 20                        |
| 2     | Vereinigtes Königreich Angela Tooby Jill Hunter Susan Tooby Fiona Truman              | 61 02 09 16 34                        |
| 3     | Frankreich Annette Sergent Marie-Pierre Duros Patricia Demilly Rosario Murcia         | 72 03 11 28 30                        |

Insgesamt wurden 26 Teams gewertet. Die Schweizer Mannschaft belegte mit 293 Punkten den 18. Platz, die bundesdeutsche Mannschaft mit 293 Punkten den 19. Platz.

### Junioren

#### Einzelwertung
| Platz | Athlet          | Land | Zeit (min) |
| ----- | --------------- | ---- | ---------- |
| 1     | Wilfred Kirochi | KEN  | 23:25      |
| 2     | Alfonce Muindi  | KEN  | 23:39      |
| 3     | Bedile Kibret   | ETH  | 23:41      |

Alle 96 gestarteten Athleten erreichten das Ziel. Der zweitplatzierte Kenianer Cosmas Ndeti (23:31) wurde disqualifiziert.
Teilnehmer aus deutschsprachigen Ländern:
- 12: Andrea Erni (SUI), 24:56
- 32: Carsten Arndt (FRG), 25:45

#### Teamwertung
| Platz | Land und Athleten                                                | Gesamtpunktzahl und Einzelplatzierung |
| ----- | ---------------------------------------------------------------- | ------------------------------------- |
| 1     | Kenia Wilfred Kirochi Alfonce Muindi Mathew Rono Thomas Makini   | 12 01 02 04 050                       |
| 2     | Äthiopien Bedile Kibret Demeke Bekele Tadelle Abebe Lemi Erpassa | 33 03 07 10 13                        |
| 3     | Spanien Juan Abad Fermín Cacho Mariano Campal Jesús Gálvez       | 61 08 15 16 22                        |

Insgesamt wurden 14 Teams gewertet.